# Martin Braithwaite
Martin Christensen Braithwaite (n. 5 iunie 1991, Esbjerg, Ribe Amt, Danemarca) este un fotbalist danez care joacă pe postul de atacant sau extremă la Grêmio în Brasileirão și este internațional cu echipa națională a Danemarcei.
După ce și-a început cariera la Esbjerg fB, a continuat să joace pentru Toulouse și Bordeaux în Ligue 1 și Leganes și Barcelona din La Liga. De asemenea, a petrecut doi ani în Anglia cu Middlesbrough.
Braithwaite și-a făcut debutul cu naționala seniorilor a Danemarcei în 2013 și are peste 50 de selecții. A făcut parte din lotul naționalei la Campionatul Mondial de Fotbal 2018 și UEFA Euro 2020, ajungând în semifinalele acesteia din urmă.

## Statistici
La meciul jucat pe 29 august 2021.
| Club                | Sezon            | Campionat        | Campionat | Campionat | Cupa națională | Cupa națională | Cupa Ligii | Cupa Ligii | EuropA  | EuropA | Altele  | Altele | Total   | Total  |
| Club                | Sezon            | Divizie          | Meciuri   | Goluri    | Meciuri        | Goluri         | Meciuri    | Goluri     | Meciuri | Goluri | Meciuri | Goluri | Meciuri | Goluri |
| ------------------- | ---------------- | ---------------- | --------- | --------- | -------------- | -------------- | ---------- | ---------- | ------- | ------ | ------- | ------ | ------- | ------ |
| Esbjerg fB          | 2009–10          | Superliga        | 10        | 0         | 0              | 0              | —          | —          | —       | —      | —       | —      | 10      | 0      |
| Esbjerg fB          | 2010–11          | Superliga        | 16        | 0         | 2              | 0              | —          | —          | —       | —      | —       | —      | 18      | 0      |
| Esbjerg fB          | 2011–12          | 1st Division     | 26        | 5         | 1              | 0              | —          | —          | —       | —      | —       | —      | 27      | 5      |
| Esbjerg fB          | 2012–13          | Superliga        | 33        | 9         | 5              | 2              | —          | —          | —       | —      | —       | —      | 38      | 11     |
| Esbjerg fB          | 2013–14          | Superliga        | 4         | 3         | 0              | 0              | —          | —          | —       | —      | —       | —      | 4       | 3      |
| Esbjerg fB          | Total            | Total            | 89        | 17        | 8              | 2              | 0          | 0          | —       | —      | —       | —      | 97      | 19     |
| Toulouse            | 2013–14          | Ligue 1          | 32        | 7         | 2              | 1              | 2          | 0          | —       | —      | —       | —      | 36      | 8      |
| Toulouse            | 2014–15          | Ligue 1          | 34        | 6         | 1              | 0              | 1          | 0          | —       | —      | —       | —      | 36      | 6      |
| Toulouse            | 2015–16          | Ligue 1          | 36        | 11        | 2              | 2              | 3          | 1          | —       | —      | —       | —      | 41      | 14     |
| Toulouse            | 2016–17          | Ligue 1          | 34        | 11        | 1              | 0              | 1          | 1          | —       | —      | —       | —      | 36      | 12     |
| Toulouse            | Total            | Total            | 136       | 35        | 6              | 3              | 7          | 2          | —       | —      | —       | —      | 149     | 40     |
| Middlesbrough       | 2017–18          | Championship     | 19        | 5         | 2              | 1              | 0          | 0          | —       | —      | —       | —      | 21      | 6      |
| Middlesbrough       | 2018–19          | Championship     | 17        | 3         | 0              | 0              | 2          | 0          | —       | —      | —       | —      | 19      | 3      |
| Middlesbrough       | Total            | Total            | 36        | 8         | 2              | 1              | 2          | 0          | —       | —      | —       | —      | 40      | 9      |
| Bordeaux (împrumut) | 2017–18          | Ligue 1          | 14        | 4         | 0              | 0              | 0          | 0          | —       | —      | —       | —      | 14      | 4      |
| Leganés (împrumut)  | 2018–19          | La Liga          | 19        | 4         | 2              | 1              | —          | —          | —       | —      | —       | —      | 21      | 5      |
| Leganés             | 2019–20          | La Liga          | 24        | 6         | 3              | 2              | —          | —          | —       | —      | —       | —      | 27      | 8      |
| Leganés             | Total            | Total            | 43        | 10        | 5              | 3              | —          | —          | —       | —      | —       | —      | 48      | 13     |
| Barcelona           | 2019–20          | La Liga          | 11        | 1         | 0              | 0              | —          | —          | —       | —      | —       | —      | 11      | 1      |
| Barcelona           | 2020–21          | La Liga          | 29        | 2         | 5              | 2              | 0          | 0          | 6       | 3      | 2       | 0      | 42      | 7      |
| Barcelona           | 2021–22          | La Liga          | 3         | 2         | 0              | 0              | 0          | 0          | 0       | 0      | 0       | 0      | 3       | 2      |
| Barcelona           | Total            | Total            | 43        | 5         | 5              | 2              | 0          | 0          | 6       | 3      | 2       | 0      | 56      | 10     |
| Total în carieră    | Total în carieră | Total în carieră | 361       | 79        | 26             | 11             | 9          | 2          | 6       | 3      | 2       | 0      | 404     | 95     |

1. ↑  Apariții în UEFA Champions League
2. ↑  Apariții în Supercopa de España
3. ↑  Apariții în UEFA Champions League
4. ↑  Apariții în Supercopa de España